# Библиографическая справка
Библиографическая справка — библиографическая информация, полученная в результате поиска в ответ на разовый запрос пользователя. Это сведения о произведениях печати. Фактическая справка представляет собой сведения о конкретных фактах, например датах жизни и деятельности какого-либо лица, адресе и точном наименований какого-либо учреждения и т. п.
Библиографическая справка содержит информацию:
- о литературе (документах) по определённой теме, интересующей читателя (тематическая справка);
- о наличии и/или местонахождении издания в фонде (адресная справка);
- об отсутствующих в запросе читателя или неправильных (искажённых) элементах библиографического описания (уточняющая справка);
- сведения (факты), интересующие читателя (даты жизни и деятельности какого-либо лица, толкование специального термина, точное наименование организации или учреждения и т. д.) (фактографическая справка).

## Виды справок
Справки различаются:
- по характеру информации — библиографические, фактографические;
- по форме — устные (лично или по телефону), письменные (наиболее сложные, требующие выявления литературы по теме и оформления библиографического списка) и электронный (виртуальный) запрос.

Устные справки выполняются, как правило, оперативно, в присутствии пользователей или по телефону (режим «вопрос-ответ»). Письменные справки в большинстве своём отвечают на сложные запросы, поэтому срок выполнения каждой такой справки устанавливается индивидуально при приёме запроса. Сроки выполнения виртуальных справок определяются правилами работы соответствующих служб.
Библиографические справки очень разнообразны по содержанию и характеру. Наиболее часты в практике библиотек тематические справки, справки на уточнение библиографических данных и о наличии определённого произведения в фонде библиотеки.

## Основные этапы выполнения справки
- Прием запроса. Это очень ответственный этап, так как именно вовремя приема запроса уточняется и выясняется, что конкретно интересует читателя.
- Установление круга источников. Круг источников, необходимых для нахождения ответов на запросы читателей, устанавливается в каждом конкретном случае и зависит от характера и формулировки запроса, цели, преследуемой читателем от того, насколько хорошо знает библиотекарь свой СБА.
- Выявление и отбор литературы. Выявление материала в ответ на запросы читателей ведется на базе СБА фонда данной библиотеки, а иногда и других библиотек. Основной процесс этого этапа — библиографический поиск (разыскание), в ходе которого выявляются имеющиеся в библиотеке материалы по теме запроса, произведения отдельных авторов, уточняются сведения о том, где опубликованы интересующие читателя статьи и т. д.
- Оформление справки. К письменному ответу на запрос составляют перечень (список) литературы. Иногда библиографические описания дополняют краткими аннотациями.

## Библиографические справки за рубежом
При выполнении справок необходимо соблюдать правило: обязателен диалог, в ходе которого библиотекарь уточняет параметры запроса (целевое назначение необходимого материала, хронологические рамки, вид носителей и др.). В Украине формат справки определены соответствующими стандартами Министерства образования и науки Украины . Существуют также международные стандарты библиографических описаний (ISBD).
Пример справки для книги (Украина) :
- Шевченко Т. Г. Кобзарь / т Г. Шевченко. — Киев Издательство, 2000. — 123 с. — ISBN 1-234-56789-0 .